# 许利强
许利强（1975年9月—），河北鸡泽人，汉族，中国共产党党员。中华人民共和国政治人物、第十三届全国人民代表大会解放军和武警部队代表。

## 生平
2018年，许利强被选为解放军和武警部队出席第十三届全国人民代表大会代表。